# 千手院 (佐倉市)
千手院（せんじゅいん）は、千葉県佐倉市井野にある真言宗豊山派の寺院。山号は稲野山。本尊は千手観音。

## 歴史
この寺は、天平年間（729年 – 749年）下総国印旛郡臼井荘臼井石神（稲荷台四丁目）に創建された蓮華王院に始まり、1392年（明徳3年）僧澄秀が兵乱に遭うことを恐れ、小竹城主で大壇那でもあった千葉一族・小竹高胤に願って井野村へ移し千手院と改めたと伝えられる。江戸時代には、江戸幕府から朱印状を与えられ、また真言宗の常法談林所が設置されて真言宗の中心的な寺院のひとつであった。また、江戸時代には醍醐寺三宝院の末寺であり、18寺の末寺を有し13寺院を門徒としていた。

## 所在地
- 千葉県佐倉市井野152